# 二氯化二(苯甲腈)合钯
二氯化二(苯甲腈)合钯是一种配位化合物，化学式为PdCl2(NCC6H5)2，它是苯甲腈（PhCN）配体和氯化钯形成的加合物。它是黄棕色固体，可溶于有机溶剂。它可用作反应试剂或催化剂，来参与需要可溶性Pd(II)的反应。
该配合物可以通过将PdCl2溶于温热的苯甲腈制得。苯甲腈配体不稳定，它在非配位性溶剂中转化为PdCl2。X射线衍射结果表明，两个PhCN配体互相为trans构型。